# Neustädtelita
La neustädtelita és un mineral de la classe dels fosfats. Rep el nom de la població de Neustädtel, a Alemanya, on es troba la seva localitat tipus.

## Característiques
La neustädtelita és un arsenat de fórmula química Bi₂Fe3+(Fe3+,Co)(AsO₄)₂(O,OH)₄. Va ser aprovada com a espècie vàlida per l'Associació Mineralògica Internacional l'any 1998. Cristal·litza en el sistema triclínic. La seva duresa a l'escala de Mohs és 4,5.
Segons la classificació de Nickel-Strunz, la neustädtelita pertany a «08.BK: Fosfats, etc. amb anions addicionals, sense H₂O, amb cations de mida mitjana i gran, (OH, etc.):RO₄ = 2:1, 2,5:1» juntament amb els següents minerals: brasilianita, medenbachita, cobaltneustädtelita, curetonita, heyita, jamesita i lulzacita.

## Formació i jaciments
Va ser descoberta a la mina Güldener Falk, situada a la localitat de Neustädtel, dins el districte de Schneeberg (Saxònia, Alemanya). També ha estat descrita en altres indrets d'Alemanya i de la República Txeca.